# Каратыгин, Фёдор Иванович
Фёдор Иванович Каратыгин (14 марта 1892, Буренино, Костромская губерния, Российская империя — 19 января 1957, Москва, СССР) — советский библиотековед, организатор библиотечного дела и педагог.

## Биография
Родился 14 марта 1892 года в Буренине. В 1912 году окончил Учительскую семинарию в Кукарке, в 1921 году поступил в Ярославский педагогический институт на заочное отделение, который он окончил в 1926 году, одновременно с этим с 1918 по 1925 год заведовал районной библиотекой в Костроме, далее заведовал рабочей библиотекой костромских текстильщиков, и наконец заведовал губернской библиотекой. Являлся также инспектором по библиотечной работе губернского отдела народного образования. В 1925 году был избран председателем губернского библиотечного объединения и проработал вплоть до 1930 года. В 1930 году устроился на работу во МГИК, где он работал в должностях преподавателя, доцента и заместителя директора вплоть до 1937 года. В 1937 году устроился на работу в ГНБ Министерства высшего образования СССР и проработал вплоть до 1947 года. В годы ВОВ занимался эвакуацией и реэвакуацией библиотечных фондов ГНБ. В 1947 году вернулся во МГИК и проработал вплоть до смерти.
Скончался 19 января 1957 года в Москве.

### Личная жизнь
Фёдор Каратыгин был женат. Дочь, Т. Ф. Каратыгина пошла по стопам своего отца, став библиотековедом и обошла по популярности своего отца.

## Научные работы
Основные научные работы посвящены роли библиотек в самообразовании. Автор свыше 60 научных работ, первых программ и учебников по библиотечным дисциплинам.
- Внёс значительный вклад в создание и становление библиотечных ВУЗов, а также разработку его учебных планов и формирование нового курса Библиотековедение.